# Cherry Hills Village
Cherry Hills Village is een plaats (city) in de Amerikaanse staat Colorado, en valt bestuurlijk gezien onder Arapahoe County.

## Demografie
Bij de volkstelling in 2000 werd het aantal inwoners vastgesteld op 5958.
In 2006 is het aantal inwoners door het United States Census Bureau geschat op 6185, een stijging van 227 (3,8%).

## Geografie
Volgens het United States Census Bureau beslaat de plaats een oppervlakte van
16,2 km², waarvan 16,1 km² land en 0,1 km² water.

## Plaatsen in de nabije omgeving
De onderstaande figuur toont nabijgelegen plaatsen in een straal van 8 km rond Cherry Hills Village.